# Sundholmen (3 km öster om Lillpellinge, Borgå)
Sundholmen är en ö i Finland. Den ligger i Finska viken och i kommunen Borgå i landskapet Nyland, i den södra delen av landet. Ön ligger omkring 56 kilometer öster om Helsingfors.
Öns area är 13,3 hektar och dess största längd är 0,7 kilometer i öst-västlig riktning.